# Synthpop
Synthpop (včasih napisano tudi kot sintpop) je podžanr new wavea in pop glasbe, v katerem je sintetizator prevladujoč inštrument. Synthpop se najbolj povezuje z obdobjem poznih 70. in srednjih 80. let 20. stoletja, se pa še naprej nadaljuje in razvija. Pionirja tega glasbenega stila sta skupina Kraftwerk in Jean-Michel Jarre.
V prvem desetletju 21. stoletja se pojavlja ponovno zanimanje za glasbeni stil iz 80. let 20. stoletja, ki je navdihnil skupine, kot so: CSS, Cut Copy, Ladyhawke, Junior Boys in La Roux.